# ب‌ام‌و ۳۲۰۰ سی‌اس

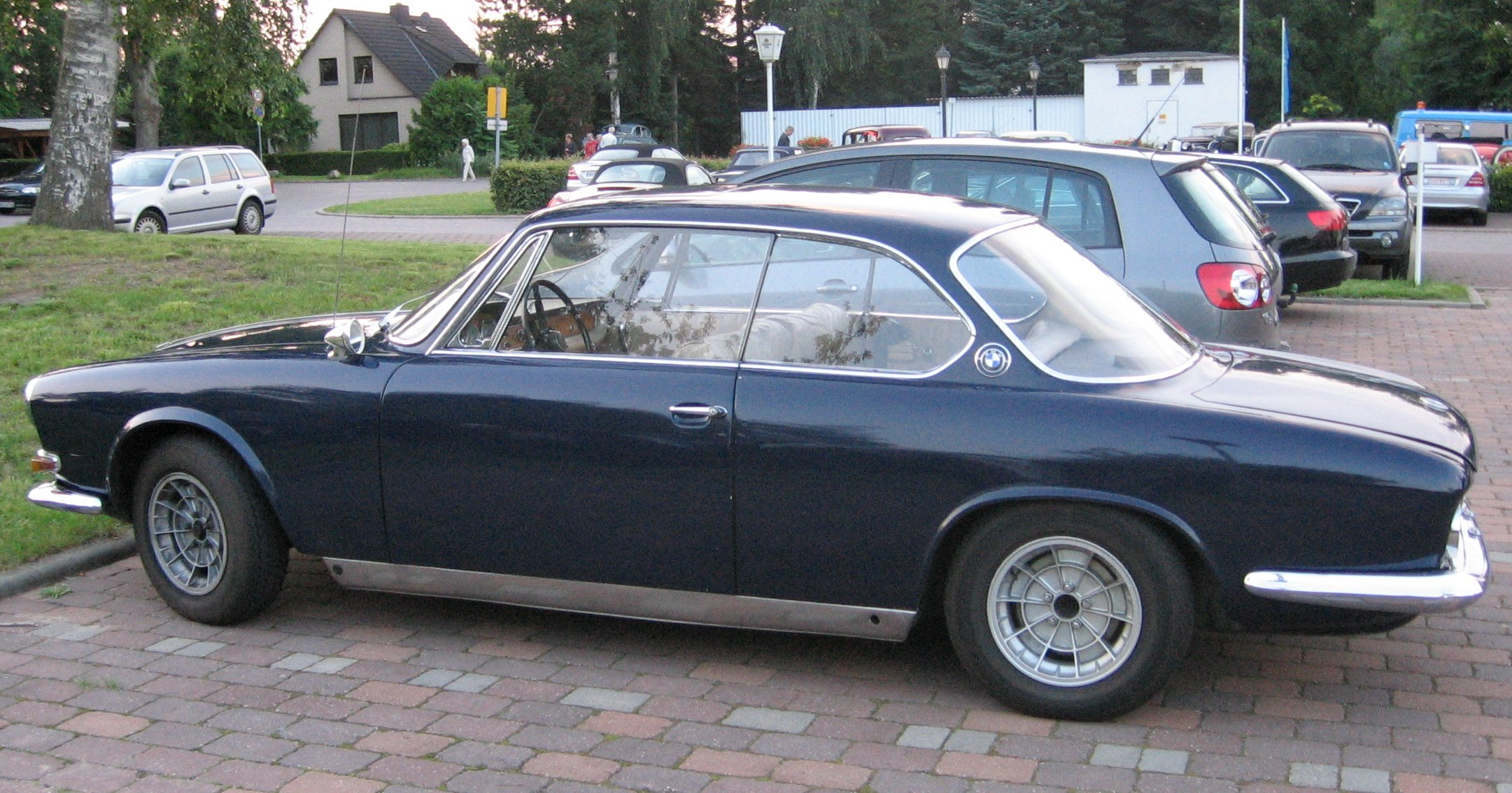

ب‌ام‌و ۳۲۰۰ سی‌اس (BMW ۳۲۰۰ CS) خودرویی است که در سال‌های January ۱۹۶۲ تا September ۱۹۶۵ ca. ۶۰۰ builtتولید شده‌است.
طراحی آن خودروهای موتور جلو-محور عقب بوده طول آن در حالت طبیعی ۴٬۸۵۰ میلیمتر (۱۹۱ اینچ)، عرض آن در حالت طبیعی ۱٬۷۶۰ میلیمتر (۶۹ اینچ)، ارتفاع آن در حالت طبیعی ۱٬۴۷۰ میلیمتر (۵۸ اینچ) و وزن آن در حالت طبیعی ۱٬۵۰۰ کیلوگرم (۳٬۳۰۰ پوند) است. سیستم جعبه‌دندهٔ آن به صورت دستی است.